# Papež Benedikt IV.
Benedikt IV. (latinsko Papa Benedictus Quartus), italijanski rimskokatoliški kardinal in papež; * 9. stoletje Rim, (Lacij, Papeška država, Frankovsko cesarstvo danes: Italija), † julij 903 Rim (Papeška država, Sveto rimsko cesarstvo, danes: Italija) 

Papež je bil od 1. februarja 900 do julija 903. 

## Življenjepis
Papež Benedikt IV. je bil sin Rimljana po imenu Mammalo (Mammolo, Mammalus). V mrliškem epigramu je uporabljen nazim "generis decus", kar izraža visok družbeni položaj. 
Zgodovinar iz 10. stoletja Flodoard, ki ga označi kot »Velikega«, omenja njegovo plemenito rojstvo in splošno velikodušnost. Postal je duhovnik in lateranski kanonik. 

## Papež
Benedikta so izvolili za papeža že nekaj dni po smrti Janeza IX., najbrž 1. februarja 900; obstaja podatek, da je bil posvečen in ustoličen šest dni pozneje. Izvoljen je bil vsekakor brez cesarske potrditve in verjetno pod vplivom tuskulanske – Teofilaktove stranke – pred 26. julijem 900, kot naslednik Janeza IX., ki je umrl najbrž januarja 900. Malo po prevzetju službe je sklical v Lateranu cerkveni zbor. Znano je, da je odobraval Formozova posvečenja, saj je tudi njega posvetil taisti papež, ki na Mrliškem zboru še po smrti ni mogel najti počitka, ampak so njegovo truplo obsodili, oskrunili in vrgli v Tibero. Povezal se je z nasprotniki kralja Berengarja, ker se je nadejal, da bodo vzpostavili red in mir v Rimu Francozi. Zato je kronal mladega provanškega kralja Ludvika Žalostnega za svetorimskega cesarja. 

Benedikt IV. je zasedel prestol apostola Petra v izredno težavnem trenutku tako za papeštvo kot za kraljestvo. Rimska sinoda iz 898 je zopet potrdila načelo, naj bodo na papeških volitvah in posvečenju navzoči cesarski poslanci, ki bodo jamčili javni red in varovali osebo izvoljenca. Ko je Janeza IX. nasledil Benedikt IV., tega načela ni bilo možno izvajati, saj je tedaj trajalo brezvladje na cesarskem tronu začenši z nenadno Lambertovo smrtjo 15. oktobra 898. 

Ne obstaja nikakršno poročilo o neredih ob času papeškega nasledstva; vendar negotovost glede datuma začetka novega pontifikata preprečuje ugotovitev, kaj se je pravzaprav godilo. Papeški seznami pripisujejo Benediktu IV. različno dolžino vladanja: tako postavljajo posvečenje med januar, začetek februarja, pa vse do maja 900. Podobne negotovosti pa vladajo tudi glede dolžine papeževanja njegovega predhodnika Janeza IX.: po enih je vladal od januarja 898 do januarja 900 (Duchesne), po drugih pa od aprila 898 do maja 900 (Jaffé-Löwenfeld). Potemtakem ni mogoče ugotoviti, ali je nasledstvo potekalo nemoteno, ali pa je – zaradi morebitne nekajmesečne sedisvakance – bilo spremljano z neredi. Gotovo je le, da je tudi novi papež bil naklonjen Formozu, saj je od njega prejel tudi posvečenje. To spričuje Auxilijev spis, ki pravi, da je bil Benedikt IV. de ordinatione papae Formosi, de ordinatione quam papa Formosus instituit. 

### Urejevanjeevropskihrazmer
Kolikor je bil papežev položaj v Rimu neugleden, toliko bolj je bil gotov v drugih deželah. To lahko sklepamo iz Benediktovega odnosa do Francoskega kraljestva. Od zgodovinarja Folcwina iz Lobbesa 
 zvemo, da je papež izobčil podanika flandrijskega grofa Baldovina II., nekega Winedmarja (Winedmaro, Guinemar), ki je 17. junija 900 okrutno umoril nadškofa Reimsa Folka (Foulques); škof se mu je zameril, ker je osem let nasprotoval podelitvi v nadarbino opatijo St. Bertin in Saint-Vaast. To zvemo iz pisma, ki ga je tedaj napisal Benedikt IV. francoskim škofom, češ da naj obsodijo bogoskrunsko hudodelstvo. 

Dvoje od treh papeževih ohranjenih pisem se nanaša na urejanje francoskih škofij. Ta dogodek dokazuje po eni strani, da je papež nadaljeval usmerjenost Formoza in Janeza IX., po drugi strani pa, da so francoski škofje spoštovali papeško prvenstvo kljub italijanskim zmedenim razmeram. 

Tudi za Nemško kraljestvo nam ostaja za to obdobje pričevanje o spoštovanju do papeža, kakršno je vladalo še od Bonifacijevih časov. Opat Fulde Hugo se je obrnil na papeža Benedikta IV. - podobno kot njegova prednika Teoton 857 in Sigehard 875 na Benedikta III.  in na Janeza VIII. -, da bi dosegla potrditev predpravic tega pomembnega samostana. Benedikt je pismo napisal 18. maja 901; njegov prepis pa hranijo v Fuldi kot edino tovrstno listino, ki nam je ostala od tega papeža. 

### Francoski cesar
Leta 901 je za cesarja kronal Ludvika III. iz Provanse, ki pa se je iz Italije moral kmalu umakniti pred kraljem Berengarjem Furlanskim. Najverjetneje so Benedikta odstranili prav Berengarjevi pristaši. Papeštvu je grozilo, da se bo potopilo v vrtincu razdivjanih strankarskih bojev. 

### Muslimanska–turškanevarnost
Lahko se prepričamo samo z enim primerom, da Benedikt ni ostal ravnodušen do bolečih stisk kristjanov na vzhodu ob navalu nevernikov, in da je tudi med njimi ohranil sedež sv. Petra velik ugled: o tem govori zadnje njegovo pismo od treh ohranjenih. To bi moralo biti povezano z neko priporočilno okrožnico, od katere nam je ostalo latinsko besedilo, brez datuma. Jeruzalemski patriarh Elija III.  je pisal škofom, duhovnikom, igumanom, kraljem, grofom in vesoljnemu pravovernemu krščanskemu ljudstvu. Spodbuja jih, naj vsakdo doda svoj osebni prispevek škofu beguncu iz Amazeje v Kapadociji Malacenu, ki hodi okrog, da bi zbral denar, ki je potreben za odkup tridesetih svojih menihov, ki trpijo v turških ječah. Drugi so raje pretrpeli smrt, ko da bi pohodili križ. Tudi Malacen je padel v turške roke, pa je moral za svoj odkup plačati 120 bizancev, ki jih je poslal patriarh zanj in še za enega njegovih menihov, zbran od viri pholichristi (ljudje, ki ljubijo Kristusa). Pobegli vladika se je oglasil tudi pri papežu in mu gotovo dal prebrati ganljivo priporočilo jeruzalemskega patriarha. Tako je Benedikt IV. napisal okrožnico brez datuma, namenjeno omnibus episcopis seu archiepiscopis necnon abbatibus atque comitibus seu iudicibus, verum etiam et universis orthodoxis christianae fidei cultoribus". Obvešča jih o teh usodnih dogodkih in jih spodbuja, naj jih dobrohotno sprejmejo, jih pogostijo in jim pomagajo ter jih spremljajo, da bodo lahko hodili od mesta do mesta zdravi in varni, ne da bi trpeli rope ali nadlegovanja, ti begunci, "pro amore Dei et reverentia principum apostolorum Petri et Pauli, ad cuius limina isti pervenerunt".

Pismo govori o Saracenih, ne o Turkih, ki so bili ljudstvo živeče okoli Kaspijskega jezera in torej rasa različna od arabske. Zamenjava ne preseneča. Gotovo v Rimu in tudi na celem Zahodu na splošno niso imeli jasne predstave o narodnostnih razlikah pri nevernikih, ki so pustošili s svojimi roparskimi pohodi oddaljene krščanske armensko- anatolijske predele; ime Saraceni pa je bilo zadosti znano in je kot tako napravilo globlji vtis od Turkov. 

### Dela
- »Documenta Catholica Omnia« (v latinščini). Pridobljeno 6. decembra 2011.
- Za njim so ostala le tri pisma; kar pa je podelil posebnih pravic, vemo le za eno. [5]
- Vemo torej tudi za pismo, ki ga je papež pisal vsem škofom in vladarjem krščanskega sveta. V njem priporoča bratovsko sprejemanje kristjanov, ki so morali pobegniti iz Jeruzalema zaradi vdora muslimanskih Turkov, ki so vrgli v ječo številne menihe in razdejali cerkve, ki so jih posedovali kristjani.[11]

## Smrt in spomin
Mrtvaški epigraf, po navadi v obliki elegije , pravi o Benediktu IV., da je bil "pontifex magnus, praesul eximius" (velik papež in izvrsten veliki duhovnik); in da vabi obiskovalca njegovega groba pri Baziliki sv. Petra, naj vzklikne: 
| (latinski izvirnik)                                       | (slovenski prevod)                                                             |
| --------------------------------------------------------- | ------------------------------------------------------------------------------ |
| "conpuncto corde: Cum Christo regnes, o Benedicte, Deo!". | "s skesanim srcem: S Kristusom-Bogom, kraljuj, o Blagoslovljeni (=Benedikt)!". |

### Ocena
- Njegov pontifikat, ki je trajal tri leta, se je odvijal v tistem žalostnem obdobju papeštva, ki ga je pogojevalo in izrabljalo rimsko plemstvo, težeč za pridobitvijo oblasti, da bi vladalo nad družbo, ki je poživinila zaradi revščine in lakote, medtem ko je cesarstvo vedno bolj propadalo. Njegov glavni predstavnik je bil konzul Teofilakt [12] njegova žena Teodora in hči Marozia. To je bila nova aristokracija, ki je skovala celo vrsto spletk, ter je začela sedaj v mestu izvajati svojo resnično in izključno oblast. Glede na to je papež Benedikt IV. – zavedajoč se gotovo politične praznine, ki je nastala zaradi nenadne smrti Lamberta Spoletskega 898, - spodbudil k tekmovanju za rimsko krono mladega provansalskega kralja Ludvika, nasprotnika Berengarja Furlanskega, in ga kronal 22. februarja 901 za svetorimskega cesarja pod imenom Ludvik III. v dobri veri, da se bo z njegovim kronanjem okrepil tudi papežev ugled v Rimu.
- Nekatera njegova pisma, ki jih je poslal francoskim škofom, kažejo na to, da je ugled papeškega prvenstva v teh deželah še vedno imel veljavo in da so rešitev vsakega spora zaupali pravilom in odločitvam Rima. Isto je veljalo za Nemčijo. Pomemben samostan Fulda – in tudi drugi manj ugledni – so na primer zahtevali od Benedikta potrditev svojih predpravic. [2] [13]
- Po smrti papeža Teodorja II. sta dva kardinala istočasno trdila, češ da sta izvoljena za papeža: Janez IX. in Sergij III.. Tekmeca je Janez IX. izobčil in so ga izgnali iz mesta, a je pozneje, leta 904, le postal papež. Janez IX. je sklical sinodo in potrdil Teodorjeve odločitve glede Formozove rehabilitacije in veljavnosti posvetitev; tudi je prepovedal sojenja ljudem po njihovi smrti. [14] Še pozneje pa je papež Sergij III. razveljavil zborovanja Teodorja II. in Janeza IX., ter zopet uveljavil odločitve Mrliškega zbora. [15]
- Za papeže je bilo 10. stoletje zares temačno in ga po pravici imenujemo mračno stoletje. Brez cesarske zaščite so bili nemočni in prepuščeni muham rimskega in italijanskega plemstva, ki si je nadzor nad Cerkvijo pridobivalo tako, da je na njene položaje nastavljalo svoje sorodnike ali politične somišljenike, ne glede na to, ali so bili vredni te časti; v svojem stremuštvu so nastavljali in odstavljali papeže, večkrat pa jim tudi stregli po življenju. Kronika, ki jo je napisal nemški škof Liutprand,[16] slika posvetnost na papeževem dvoru; vendar jo je treba brati s pridržkom, saj je bil pisec zelo protirimsko razpoložen in je zato dvomno, da je pisal nepristransko. [17] Mračno pa imenujejo to stoletje tudi zato, ker je bilo polno spletk in umorov, ki so dosegali tudi papeški dvor; obenem paje bilo to tudi obdobje roparskih vpadov Saracenov, Turkov in Madžarov.